# Torii Hunter
Torii Kedar Hunter (* 18. Juli 1975 in Pine Bluff, Arkansas) ist ein ehemaliger US-amerikanischer Baseballspieler in der Major League Baseball (MLB). Nach mehreren Jahren als Spieler der Minnesota Twins spielte er von 2008 bis 2012 bei den Los Angeles Angels of Anaheim. Von 2013 bis 2014 war er bei den Detroit Tigers aktiv. 2015 kehrte er zu den Minnesota Twins zurück. Am 26. Oktober 2015 erklärte Hunter nach 19 Spielzeiten seinen Rücktritt vom Baseball. Während seiner MLB-Karriere trug er die Trikot-Nummer 48.

## Biografie
Torii Hunter wurde 1993 nach Abschluss der Highschool von den Minnesota Twins als Erstrundendraftpick (20. Position) ausgewählt. Seinen ersten Einsatz für die Twins bestritt er am 22. August 1997. Seine erste vollständige Saison absolvierte er 1999. Er beendete sie nach 135 Spielen mit nur einem Fehler bei 293 Chancen im Outfield. Im April 2000 wurde Hunter vorübergehend in die Minor League Baseball zurückgestuft. Da er sich dort zu einem Führungsspieler entwickelte, wurde er Ende Juli 2000 wieder in die Mannschaft der Twins zurückgeholt. Am Ende der Saison wurde er zum Best Defensive Outfielder and Most Exciting Player der Pacific Coast League gewählt.
2001 entwickelte sich Hunter im Team der Twins zu einem der besten Spieler und führte sie erstmals seit 1992 zu einem positiven Sieg-Niederlagen-Verhältnis. Hunter wurde zum Best Defensive Outfielder der American League gewählt und erhielt seinen ersten Gold Glove Award. Nach überzeugenden Leistungen in der Saison 2002 wurde Hunter ins All-Star Game gewählt. Dort war der erste Starter der Twins nach Kirby Puckett 1995. Höhepunkt dieses Spiels war ein im ersten Inning spektakulär gefangener Ball, womit er einen Homerun von Barry Bonds unterband.
In der Saison 2005 wurde Hunter durch einen Bruch des Fußgelenks und einen Bänderriss lange außer Gefecht gesetzt, so dass er einen Teil der Saison verpasste. Dennoch wurde er mit dem fünften Gold Glove Award in Folge ausgezeichnet. Nach dem Ende der Saison 2006, welche die Twins mit dem vierten Divisionstitel der letzten fünf Jahre abschlossen, kam es zu einem Skandal: Hunter und Teammanager Terry Ryan lieferten den Kansas City Royals, die mit einem Sieg gegen die Detroit Tigers den Twins zum Divisiontitel verholfen hatten, zuvor versprochenen Champagner. Da dies laut MLB-Regeln verboten ist, musste der bereits in Kansas angekommene Champagner umgehend zurückgefordert werden.
Zwischen 2002 und 2013 wurde Torii Hunter insgesamt fünfmal für das MLB All-Star Game nominiert. Von 2001 bis 2009 wurde er mit dem Gold Glove Award und zwei Mal mit dem Silver Slugger Award (2009, 2013) ausgezeichnet. Des Weiteren wurde er 2007 mit dem Marvin Miller Man of the Year Award und 2009 mit dem Branch Rickey Award prämiert.
Torii Hunter ist verheiratet und Vater von drei Kindern.